# Qué Más Pues?
"Qué Más Pues?" é uma canção gravada pelo cantor comlombiano J Balvin e pela cantora argentina Maria Becerra. A canção debutou na quarta posição da Billboard Hot 100 da Argentina e chegou a a primeiro posição, foi top 10 na parada Global do Spotify e 17 na parada Global da Billboard. No YouTube o videoclipe da faixa tem 187 milhões de visualizações e apenas 2 meses de lançado.  Por conta de seu alto número de streamings diários, a faixa está sendo considerada um smash latino.  

## Histórico
Lançado no dia 27 de maio, o videoclipe da canção também foi lançado no mesmo dia no YouTube, antes de completar 2 meses de seu lançamento, o video conta com 187 milhões de visualizações na plataforma. 

## Paradas
| Chart (2021)                                    | Picos Posição |
| ----------------------------------------------- | ------------- |
| Argentina (Argentina Hot 100)                   | 1             |
| Argentina Airplay (Monitor Latino)              | 5             |
| Bolivia (Monitor Latino)                        | 9             |
| Chile (Monitor Latino)                          | 12            |
| Colombia (National-Report)                      | 10            |
| Colombia (Monitor Latino)                       | 18            |
| Costa Rica (Monitor Latino)                     | 15            |
| Ecuador (Monitor Latino)                        | 10            |
| Mundo (Billboard Global 200)                    | 17            |
| Guatemala (Monitor Latino)                      | 17            |
| Honduras (Monitor Latino)                       | 10            |
| Italy (FIMI)                                    | 60            |
| Mexican Streaming)                              | 4             |
| Mexico Airplay (Billboard)                      | 27            |
| Panama (Monitor Latino)                         | 18            |
| Paraguay )                                      | 56            |
| Paraguay (Monitor Latino)                       | 15            |
| Peru (Monitor Latino)                           | 7             |
| Portugal (AFP)                                  | 48            |
| Espanha (PROMUSICAE)                            | 2             |
| Suíça (Schweizer Hitparade)                     | 54            |
| Uruguay (Monitor Latino)                        | 4             |
| Estados Unidos (Bubbling Under Hot 100 Singles) | 23            |
| Estados Unidos (Billboard Hot Latin Songs)      | 15            |
| Venezuela (Monitor Latino)                      | 9             |

## Certificações
| Região               | Certificação | Vendas   |
| -------------------- | ------------ | -------- |
| Argentina (CAPIF)    | Platina      | 20,000^  |
| Espahna (PROMUSICAE) | 3× Platina   | 120,000‡ |
| México (AMPROFON)    | Ouro         | 70,000‡  |